# 우승제
우승제(禹承濟, 1982년 10월 23일 ~ )는 대한민국의 전 축구 선수이다. 현역 시절 포지션은 수비수였다.

## 클럽 경력
2005년 대전 시티즌에 입단하며 프로무대에 데뷔해, 매 시즌 꾸준히 경기출장 횟수를 늘려가며 대전수비의 핵심선수로 자리잡았다.
대전의 아들 대전의 KTX로 불리며 팬들에게 많은 사랑을 받았다.
2010년 K-리그 통산 100경기 출장기록을 달성하였으며 K-리그 올스타에 발탁되어 바르셀로나 초청경기에 참여하였다.
그해 좋은 모습을 보여 자유계약 신분이 되어 수원 삼성으로 이적할 수 있었다.
2011년 수원 삼성 블루윙즈로 이적하여 좋은 모습을 보여주었다.
현재는 대전에서 유소년 축구교실 및 위너스타를 이끌고 있다.